# 2011년 지부티 시위
2011년 지부티 반정부 시위는 이슬람 국가인 지부티에서 일어난 반정부 시위로서 2011년 1월부터 3월까지 벌어졌다. 지부티는 공용어가 아랍어이기 때문에 아랍 연맹에 속해 있는데 아랍어가 아닌 다른 언어를 쓰는 사람도 많다. 아랍의 봄 영향을 받아 시위가 시작됐으며 많은 사람들이 반체제 시위로 체포됐고 국제적 관심 또한 상당 부분 차단돼 있어 정보가 부족한 상태다.
지부티의 대통령인 이스마일 오마르 겔레는 1999년에 취임했지만 정권을 차지한 것은 34년 전부터다. 최근 굴레아는 3번째 임기를 위해 헌법까지 고쳐 많은 사람들이 그에 대한 반감을 갖게 됐다.

## 검열
2월 9일 지부티 인권연맹회장이 구속됐으며 3월 21일 미국 선거 관리단이 추방되면서 지부티 대통령 선거에 대한 감독도 하지 못하게 됐다.

## 반응
영국 외무부는 지부티 여행 경고령을 발령했다.

## 같이 보기
- 아랍의 봄